# Леуцена светлоголовчатая
Леуцена светлоголовчатая или Левкена сизая (лат. Leucaena leucocephala) — вид растений рода Леуцена (Leucaena) семейства Бобовые (Fabaceae) родом, вероятно, из Центральной или Южной Америки, в настоящее время натурализованный во многих странах мира с тропическим и субтропическим климатом.

## Ботаническое описание

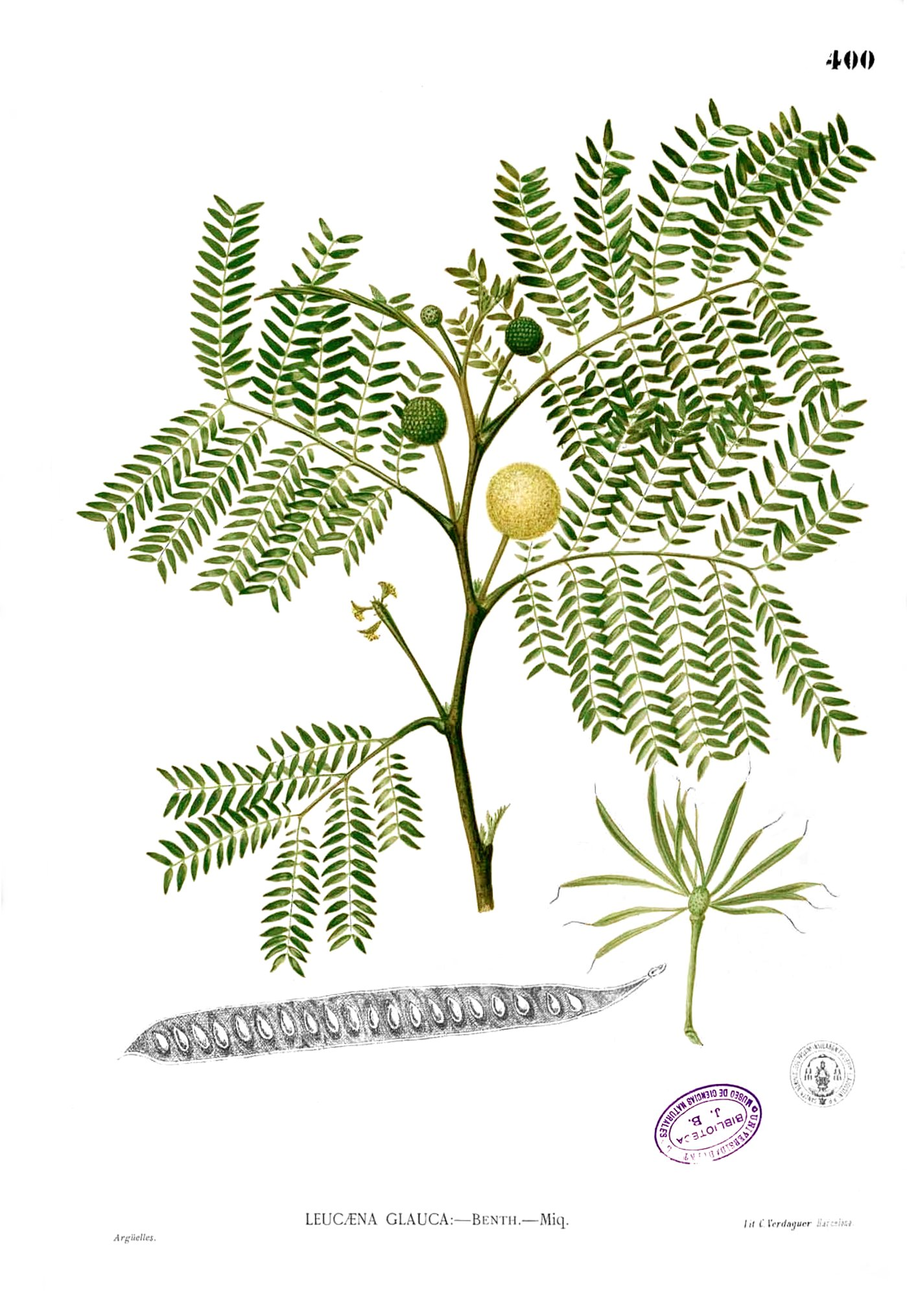
Леуцена светлоголовчатая.

Вечнозелёный кустарник или дерево высотой до 20 метров с серовато-коричневой корой. Листья двоякоперистые, до 30 см длиной, состоят из 3—10 пар листочков первого порядка, в свою очередь, состоящих из 10—20 пар мягких ланцетовидных листочков второго порядка. Цветки собраны в округлые соцветия-головки зеленовато-белого цвета диаметром около 2 см. Плоды — плоские прямые или слегка серповидные бобы длиной до 20 см и шириной 1,5—2 см, заострённые на конце. Кожура тонкая, у спелых бобов коричневая и ломкая. Каждый боб содержит до 25 яйцевидных семян диаметром 6—10 мм, тёмно коричневых в спелом состоянии.

## Экология
Леуцена светлоголовчатая хорошо растёт на низменных равнинах в условиях тропического климата. Легко размножается семенами и вегетативно, быстро растёт, нетребовательна к почве. Однако, разрастаясь, она легко подавляет и вытесняет местную растительность и поэтому входит в сотню наиболее инвазивных растений.

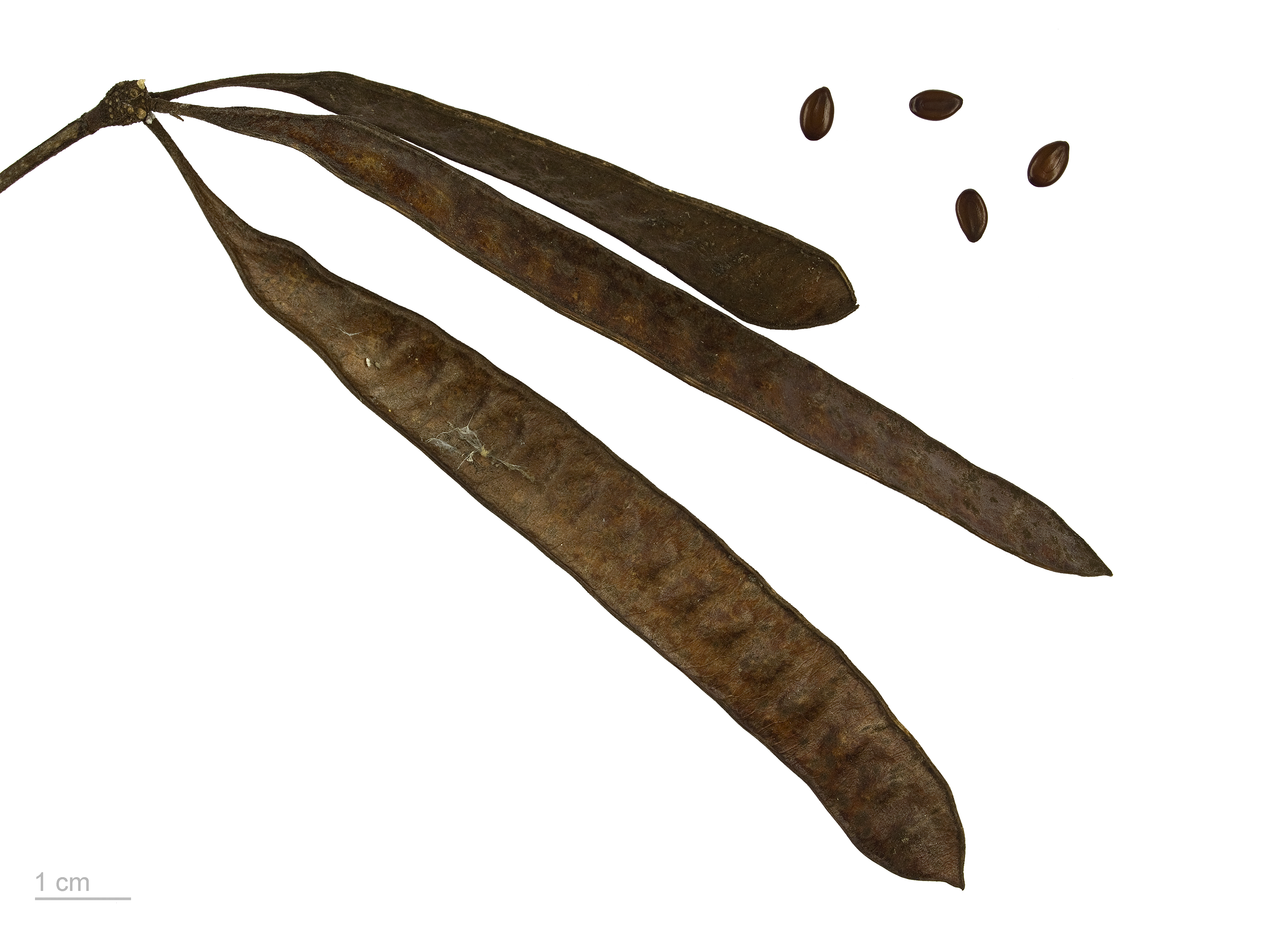
Плоды Leucaena leucocephala — Тулузский музеум

Leucaena leucocephala встречается в тропическом влажном или полусухом климате, ограничен. широтой 15–25 °  по обе стороны от экватора. Apeaл соответствует среднегодовому количеству осадков в диапазоне от 650 до 3000 мм с переменной интенсивностью. Она выдерживает от шести до семи месяцев засухи. Оптимальной среднегодовой температурой считается темп. от 25 до 30 °C, при которой она процветает в зоне от побережья до высоты около 2000 м над уровнем моря. Она не переносит кислых, насыщенных алюминиевых и пропитанных почв. Требуется полностью освещенный солнцем участок с известковой песчаной почвой до pH 8, который может быть немного соленым. Leucaena leucocephala также редко встречается в  субтропиках, где онa останавливает рост в более холодный период.
Если надземная часть растения уничтожена морозом, новое растение вырастает из его корней уже второй год. Онa не уничтожается лесными пожарами, после сжигания кроны Leucaena leucocephala оставляет уцелевшие корни. Онa ведет себя аналогично после срезания ветвей или листьев, когда листва очень быстро обновляется. Этот вид имеет симбиотические отношения с почвенными бактериями рода Rhizobium, которые живут в корневых клубеньках и фиксируют атмосферный азот, часть которого используется растением, а остальная часть обогащает почвy или другие растения.
Онa считается агрессивным колонизатором заброшенных, изначально возделанных полей или вырубленных лесных полян. Онa производит большое количество твердых семян, которые служат до 20 лет. В идеальных условиях, при достаточном количестве тепла и воды, онa цветет круглый год, и плоды созревают через 10–15 недель после цветения, у растения могут быть плоды уже в первый год после посадки. Часто на дереве появляются цветы и одновременно незрелые и спелые плоды. В случае ухудшения климатических условий в северном полушарии цветет в апреле-июле, а плод созревает в августе-октябре. Эти деревья относительно недолговечны, их самый высокий возраст дается до 50 лет. Плоидность вида 2n = 104.
Семена этого вида содержат от 3 до 5% небелкового аминокислотного мимозина (также называемого лейценолом) и являются ядовитыми. Это вещество также содержится в листьях.

## Распространение и среда обитания
Происходит из Мексики и Центральной Америки (Белиз, Гватемала). В XVII веке завезена испанцами на Филиппины для кормления лошадей. Сейчас широко распространена людьми во многих тропических странах. Ориентировочно в мире это дерево покрывает территорию в 2—5 миллионов гектар.

## Значение и применение
Leucaena leucocephala применяют во многих сферах. Чаще всего дерево используют для кормления домашних животных. 
Неспелые бобы и семена используют в супы и в тушёном виде в качестве гарниров к различным блюдам. Съедобны и молодые побеги растения.
Молодые листья и стручки употребляют в пищу в Таиланде. Их едят как свежими в виде гарнира так и приготовленными. Имеет высокие антиоксидантные свойства.
Из древесины делают мебель и другие поделки, применяют в качестве строительного материала и как топливо, а также для производства бумаги.
Листья используют на корм для коров, овец и коз, но для некоторых других животных (лошадей, свиней, ослов) они могут быть токсичными.
На Филиппинах и Индонезии посадками левкены сизой укрепляют склоны гор и границы сельскохозяйственных полей, a также для защиты почв от эрозии.
Древесина имеет высокую ценность в качестве топлива.

### Производство биомассы
Leucaena leucocephala был рассмотрен для производства биомассы, потому что его заявленный урожай листвы 2000–20 000 кг / га / год в высушенной массе, а древесины 30–40 м³ / га / год, (в благоприятном климатe вдвое больше). В Индии его предлагают как на корм, так и на энергию. Он имеет очень высокую скорость роста: молодые деревья достигают высоты болеe 6 м. за три года.
Он также эффективен для фиксации азота, более 500 кг/га/год.